# Cottbus (bezirk)
Bezirket Cottbus blev oprettet i 1952 efter opløsningen af delstaterne i DDR som en af i alt 14 bezirke. Den sydlige del af delstaten Brandenburg og en del af delstaten Sachsen-Anhalt med kredsene Jessen, Herzberg og Bad Liebenwerda blev indlemmet i bezirken Cottbus.